# 贝弗莉·惠特菲尔德
贝弗莉·惠特菲尔德（英語：Beverley Whitfield，1954年6月15日—1996年8月20日），澳大利亚女子游泳运动员。她曾代表澳大利亚参加1972年夏季奥林匹克运动会游泳比赛，获得一枚金牌和一枚铜牌。